# Synagoge (Wolfisheim)

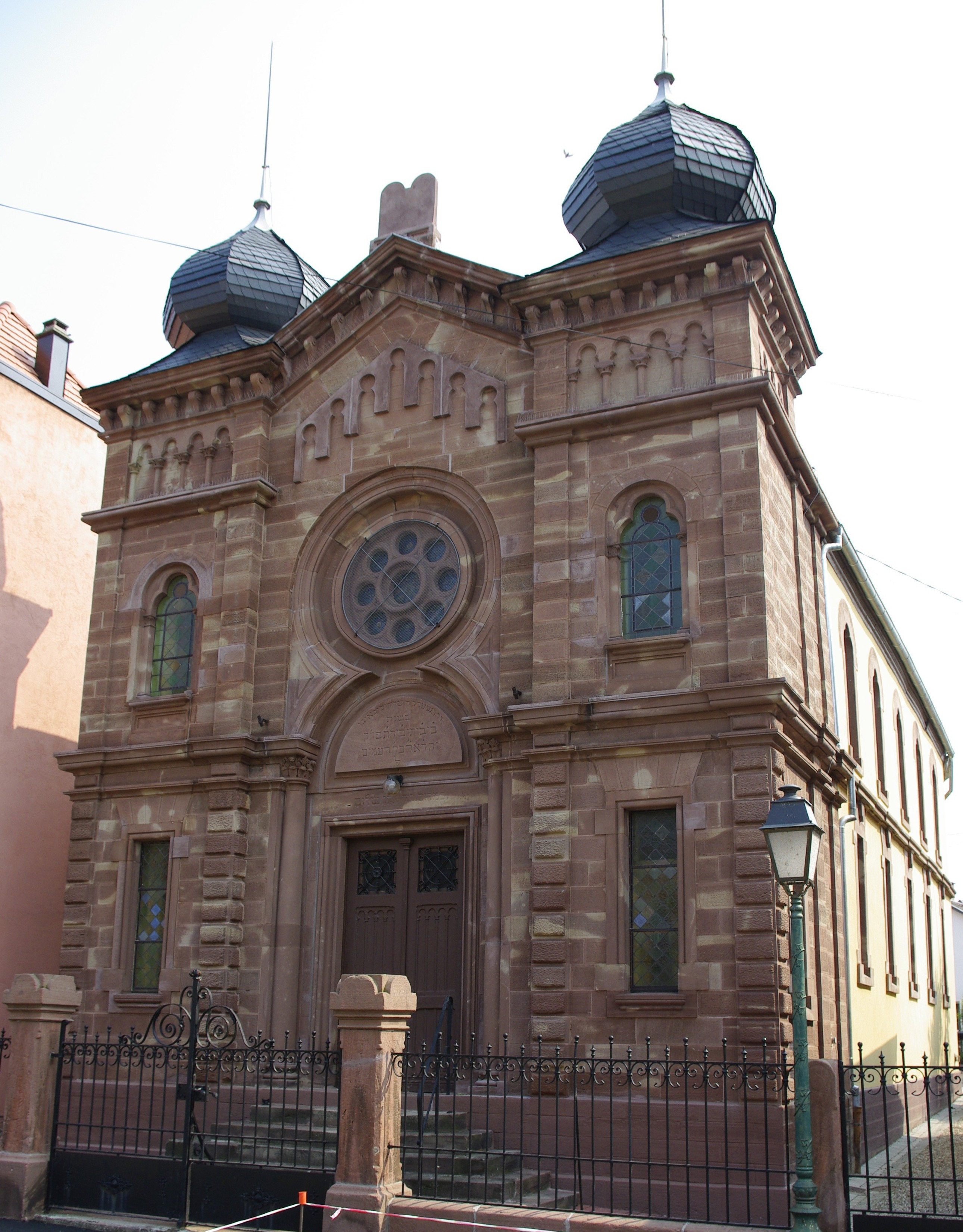
Synagoge von Wolfisheim, 2009

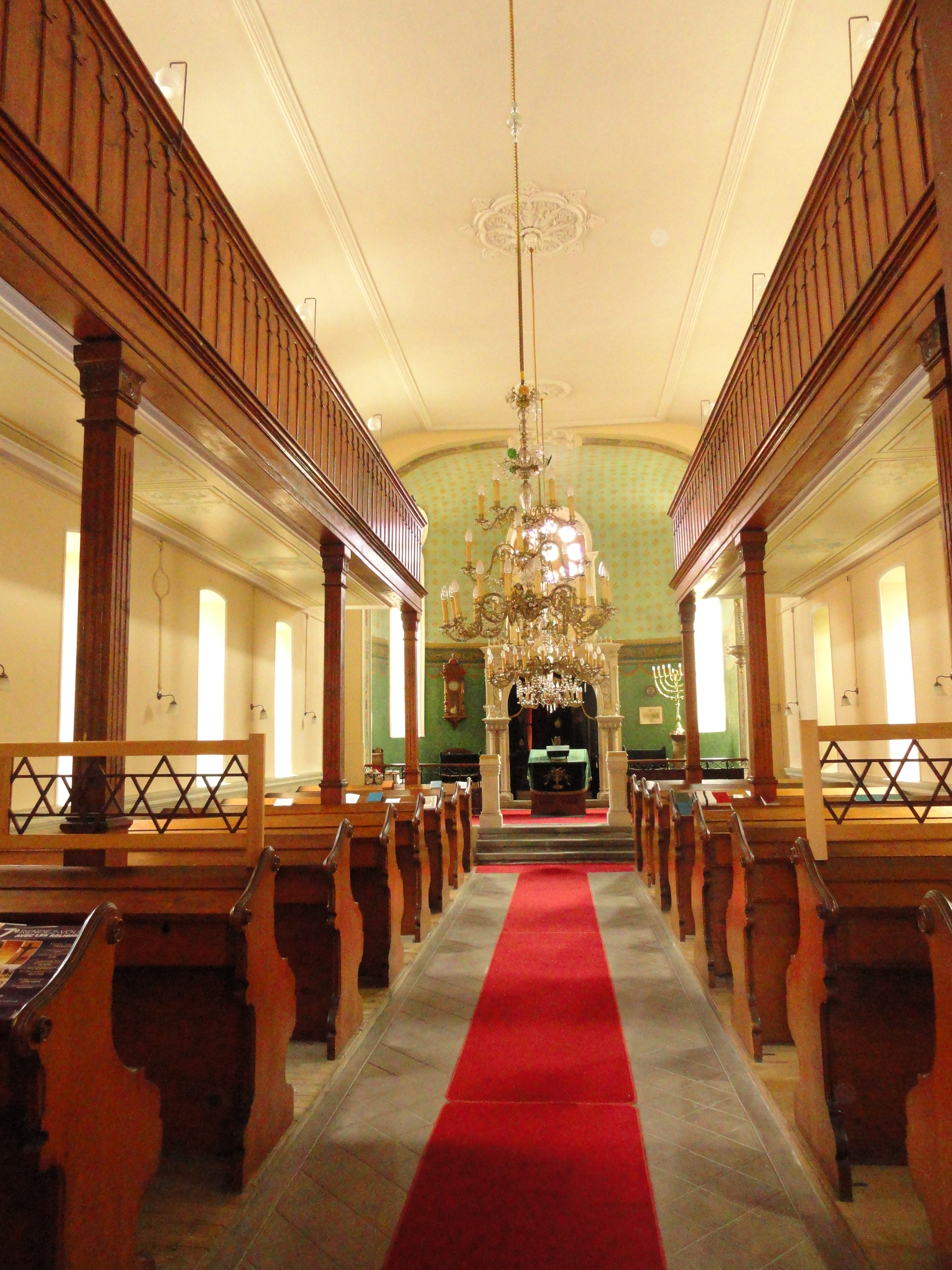
Innenansicht

Die Synagoge in Wolfisheim, einer französischen Gemeinde im Département Bas-Rhin in der historischen Elsass, wurde 1897 erbaut. Die Synagoge befindet sich in der Rue du Milieu.

## Geschichte
Im Jahr 1884 zählte die jüdische Gemeinde Wolfisheim 214 Personen und die 1837 erbaute Synagoge war zu klein geworden. Deshalb wurde 1897 eine neue Synagoge errichtet, die orientalisierende Stilelemente aufweist.
Das aus regionalem Buntsandstein errichtete Gebäude besitzt über dem Portal eine Rosette und schließt mit einem Dreiecksgiebel ab. Dieser wird auf beiden Seiten von Zwiebeltürmen überragt. Im Innern besteht die Wandbemalung aus floralen Motiven. Während der NS-Zeit wurde die Synagoge geplündert und teilweise zerstört. Nach einer Restaurierung im Jahr 1945 wurde das Gebäude wieder als Synagoge genutzt. Im Jahr 2008 wurde die Synagoge umfassend restauriert.
Heute wird die Synagoge von den jüdischen Bewohnern von Wolfisheim, Eckbolsheim und Oberschaeffolsheim für den Gottesdienst genutzt.